# Sarnów (Będzin)
Pour les articles homonymes, voir Sarnów.
Sarnów est une localité polonaise de la gmina de Psary, située dans le powiat de Będzin en voïvodie de Silésie.